# John Beugnies
John Beugnies (Bergen, 6 oktober 1967) is een Belgisch marxistisch politicus voor de PTB.

## Levensloop
Beugnies werkte van 1988 tot 2019 als magazijnier bij de fabriek Lebailly in Hautrage, gespecialiseerd in de productie van vuurvaste producten voor de cementindustrie, de keramische industrie, de staalnijverheid en de bouwsector. Deze firma ging in 2020, in de begindagen van de coronacrisis, failliet. 
Als arbeider militeerde hij actief tegen armoede, voor het behoud van banen en voor sociale vooruitgang. In 1997 stond hij mee op de barricaden tegen de sluiting van Forges de Clabecq. Beugnies kwam er aanraking met de PVDA-PTB en engageerde zich als actieve militant in de partij. Hij werd voorzitter van de PVDA-afdeling van het arrondissement Bergen en is sinds 2012 gemeenteraadslid van de stad.
Bij de verkiezingen van mei 2019 werd Beugnies voor het arrondissement Bergen verkozen tot lid van het Waals Parlement en het Parlement van de Franse Gemeenschap. In het Waals Parlement was hij van 2019 tot 2024 ondervoorzitter van de commissie Huisvesting en Lokale Besturen en in het Parlement van de Franse Gemeenschap zetelde hij in de commissie Hoger Onderwijs, Wetenschappelijk Onderzoek, Universitaire Ziekenhuizen, Jeugdhulp, Justitiehuizen, Jeugd en de Promotie van Brussel. Als parlementslid hield hij voornamelijk tussenkomsten over de financiering van het hoger onderwijs en de hervorming van het re-integratiebeleid, alsook lokale dossiers als het sportcentrum van Grand-Hornu en de staat van de wegen in de Borinage. Ook ijverde hij voor een reeks doortastende steunmaatregelen voor getroffenen van de corona- en de energiecrisis. In juni 2024 werd Beugnies niet herkozen als parlementslid.